# Nitra Knights
I Nitra Knights sono una squadra di football americano di Nitra, in Slovacchia; fondati nel 1997, hanno vinto 1 campionato SLAF e 1 titolo nazionale.

## Dettaglio stagioni

### Amichevoli
| Stagione | Vin | Par | Per | Tot | PF | PS | avversaria      |
| -------- | --- | --- | --- | --- | -- | -- | --------------- |
| 2011     | 1   | 0   | 0   | 1   | 16 | 14 | Topoľčany Kings |
| Totale   | 1   | 0   | 0   | 1   | 16 | 14 |                 |

Fonte: topolcanykings.com/

### Tornei

#### Tornei nazionali

##### Campionato

###### Slovenská Futbalová Liga
| Stagione | regular season | regular season | regular season | regular season | regular season | regular season | playoff | playoff | playoff | playoff | playoff | playoff     | playoff             |
|          | Vin            | Par            | Per            | Tot            | PF             | PS             | Vin     | Per     | Tot     | PF      | PS      | risultato   | avversaria          |
| -------- | -------------- | -------------- | -------------- | -------------- | -------------- | -------------- | ------- | ------- | ------- | ------- | ------- | ----------- | ------------------- |
| 2015     | 0              | 0              | 6              | 6              | 42             | 202            | -       | -       | -       | -       | -       | -           | -                   |
| 2016     | 4              | 0              | 2              | 6              | 162            | 100            | 0       | 1       | 1       | 36      | 37      | Semifinale  | Žilina Warriors     |
| 2017     | 2              | 0              | 4              | 6              | 56             | 159            | 0       | 1       | 1       | 18      | 21      | Semifinale  | Žilina Warriors     |
| 2018     | 2              | 0              | 6              | 8              | 75             | 164            | 0       | 1       | 1       | 0       | 28      | Semifinale  | Trnava Bulldogs     |
| 2019     | 6              | 0              | 1              | 7              | 194            | 90             | 1       | 1       | 2       | 63      | 38      | Slovak Bowl | Bratislava Monarchs |
| 2021     | 6              | 0              | 0              | 6              | 143            | 6              | -       | -       | -       | -       | -       | Campioni    | -                   |
| Totale   | 20             | 0              | 19             | 39             | 672            | 721            | 1       | 4       | 5       | 117     | 124     |             |                     |

Fonti: Enciclopedia del Football - A cura di Roberto Mezzetti

### Riepilogo fasi finali disputate
| Anno           | Luogo               | Evento | Fase del torneo | Incontro                            | Risultato |
| 19 giugno 2016 | Hričovské Podhradie | SFL    | Semifinale      | Žilina Warriors - Nitra Knights     | 37 - 36   |
| 25 giugno 2017 |                     | SFL    | Semifinale      | Žilina Warriors - Nitra Knights     | 21 - 18   |
| 1º luglio 2018 | Trnava              | SFL    | Semifinale      | Trnava Bulldogs - Nitra Knights     | 28 - 0    |
| 6 luglio 2019  | Zvolen              | SFL    | Slovak Bowl     | Nitra Knights - Bratislava Monarchs | 28 - 38   |

## Palmarès
- 1 Campionato slovacco (2021[2])
- 1 Campionato SLAF (2010)